# 瓦利亞斯大街
35°43′58″N 51°24′40″E / 35.732826°N 51.411112°E
瓦利亞斯大街（波斯語：‎）是伊朗德黑蘭的一條綠樹成蔭的街道，將城市分為東西兩部分，建於1922年至1927年間。它被認為是德黑蘭的主要大道和商業中心之一。它也是中東最長的街道，前BBC（現半島電視台）記者Rageh Omaar在電視紀錄片《歡迎來到德黑蘭》中將其報導為世界上最長的街道之一。
這條街是前伊朗君主禮薩沙阿·巴列維下令修建的，當時被稱為巴列維大街。1979年伊朗伊斯兰革命後，這條街的名稱最初更改為摩萨台大街（命名自前伊朗總理穆罕默德·摩萨台），後來改為瓦利亞斯大街（命名自第12任什葉派伊瑪目）。這條街道兩旁林立著許多商店、餐館、公園和文化中心。